# Dewi Sartika
Dewi Sartika (4 décembre 1884 – 11 septembre 1947) est une éducatrice indonésienne. Elle est connue pour la fondation de la première école pour femmes des Indes orientales néerlandaises. En 1966, le gouvernement l'a reconnue comme Héros national d'Indonésie.
Le cratère vénusien Sartika a été nommé en son honneur.